# Coelioxys moesta
Coelioxys moesta är en biart som beskrevs av Cresson 1864. Coelioxys moesta ingår i släktet kägelbin, och familjen buksamlarbin. Inga underarter finns listade i Catalogue of Life.